# کاموف وی-۱۰۰
کاموف وی-۱۰۰ (به انگلیسی: Kamov V-100) یک بالگرد ساختِ کارخانهٔ کاموف در کشور روسیه است.